# Kapela sv. Vida u Markuševečkoj Trnavi
Kapela sv. Vida katolička je kapela posvećena sv. Vidu sagrađena 1932. godine u Markuševečkoj Trnavi. Nalazi se unutar zagrebačke četvrti Podsljeme. Kapela je obnovljena 1971. godine.

## Povijest i arhitektura
Kapela sv. Vida je prizemna građevina tlocrtnih dimenzija 6,90 x 5,80 m. Zidana je punom opekom. Zvonik visine oko 5 metara je dio prednjeg pročelja. Krovište kapele je drveno i dvostrešno, te je kao i zvonik pokriveno bakrenim limom.
Kapela je jednobrodna nadsvođena građevina koja završava polukružnom apsidom, a ima i jedan transept. Apsida je nadsvođena polukupolom. Gradnju kapele potaknuli su župnik Blaž Kovačić i župljani.
U kapeli se nalazi drveni oltar s tri kipa; sv. Vid se nalazi u sredini, a sv. Lovre i Ivan Krstitelj su smješteni sa strane. Oltar je izradila Obrtička komora u Zagrebu.
Crkva ima malenu sakristiju, mali toranj sa tri zvona, te vanjski sat čije je zvono automatizirano.

## Galerija
- Prednje pročelje
- Bočno pročelje kapele
- Pogled na kapelu s pristupne prometnice